# 圣日耳曼德帕斯基耶
圣日耳曼德帕斯基耶（法語：Saint-Germain-de-Pasquier）是法国厄尔省的一个市镇，位于该省北部，属于贝尔奈区。该市镇总面积1.99平方公里，2009年时的人口为137人。

## 人口
圣日耳曼德帕斯基耶人口变化图示